# Саванна (порода кішки)
Саванний кіт (англ. Savannah) — порода кішок, виведена як помісь домашнього кота і сервала. Саванний кіт був визнаний окремою породою по TICA.

## Опис породи
Ці коти мають різного розміру плями відтінків чорного і коричневого. Вони дуже схожі на своїх предків. Мають великі стоячі вуха, довгі тонкі шиї, подовжене тіло і ноги, короткий хвіст з чорними кільцями й з чорним кінчиком. Очі кошенят блакитні (як і в представників інших порід), у дорослих же очі можуть бути зеленими, коричневими, золотистими або мати змішаний відтінок.

## Характер

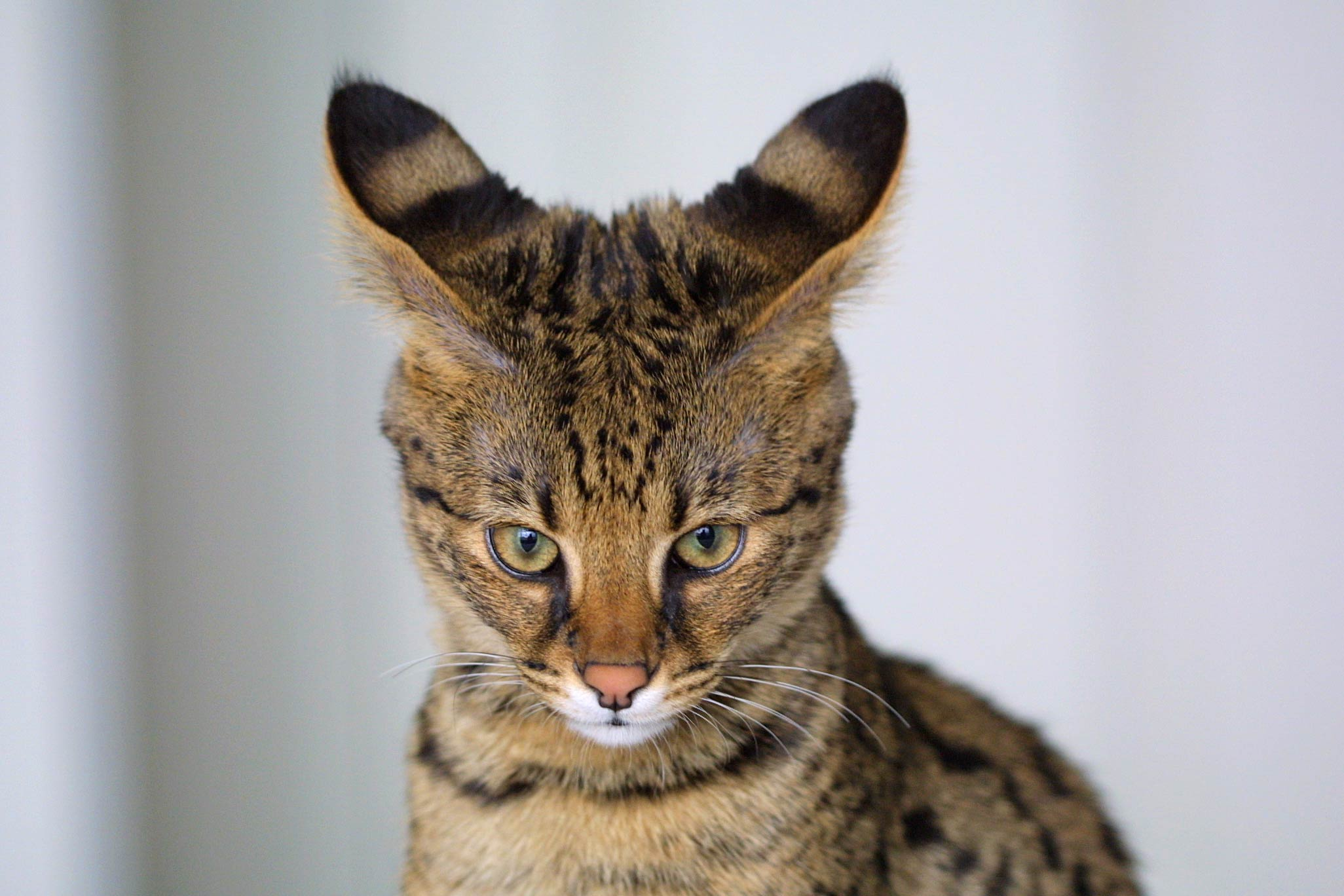
Чотиримісячна саванна

Характер саванних котів, як правило, порівнюють з собачим за їх вірність та тенденцію слідувати за власниками навколо будинку. Вони також можуть бути навчені ходити на повідці. 
Деякі саванні коти, як повідомляється, дуже товариські й доброзичливі з новими людьми та іншими котами та собаками, в той час, як деякі можуть втекти й сховатись або вдатись до шипіння і гарчання, побачивши незнайомця. Виховання та навколишнє середовище в період зростання кошенят має великий вплив на характер.
Часто зазначеною рисою саванних котів є їх здатність до стрибків. Вони, як відомо, полюбляють перебувати на верхній частині дверей, холодильниках і високих шафах. Деякі саванні коти можуть стрибати близько 2,5 м у висоту з положення стоячи. Саванні коти дуже допитливі. Кмітливі, тому швидко вчаться, як відкривати двері й шафи, і при покупці саванних котів, необхідно приймати спеціальні запобіжні заходи, щоб запобігти потраплянню кота в небажані місця.
Багато саванних кішок не бояться води і будуть гратись або навіть занурюватися у воду. Встановлення миски з водою може виявитися проблемою, оскільки деякі саванні кішки негайно починають плескатись передніми лапами поки миска не стане порожньою.
Саванні кішки часто стьобають або виляють хвостами в збудженні або задоволенні.
Вокалізація включає цвірінькання, як у батьків, сервалів, нявчання, як у матерів, домашніх кішок, звуки, які являють собою суміш з названих двох. Саванні кішки можуть також видавати сервалове шипіння, яке відрізняється від шипіння домашньої кішки, звучання якого більше схоже на шипіння дуже гучної змії. Це може стривожити людей, не знайомих з таким звуком, що виходить з кота.

## Світлини

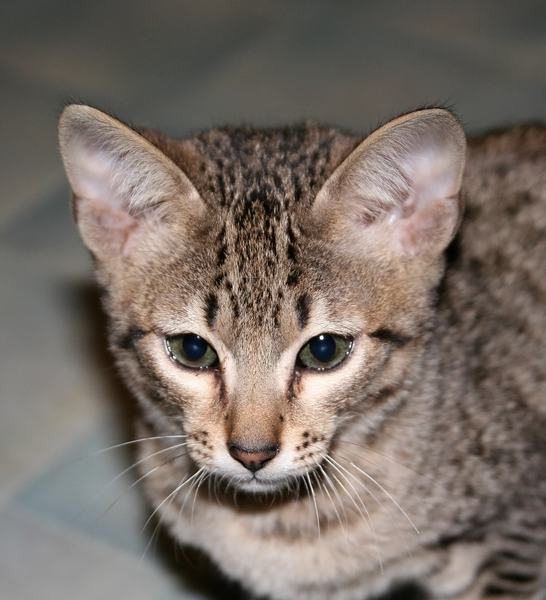
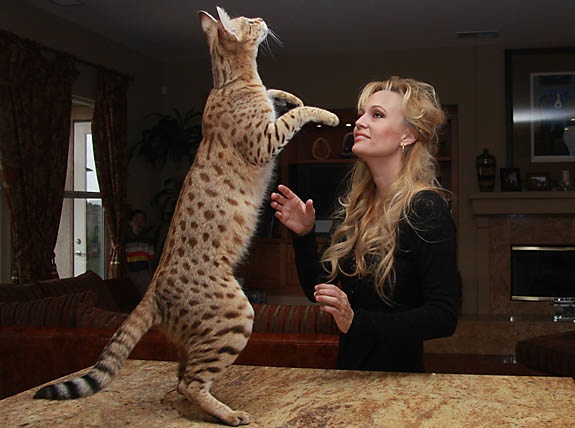
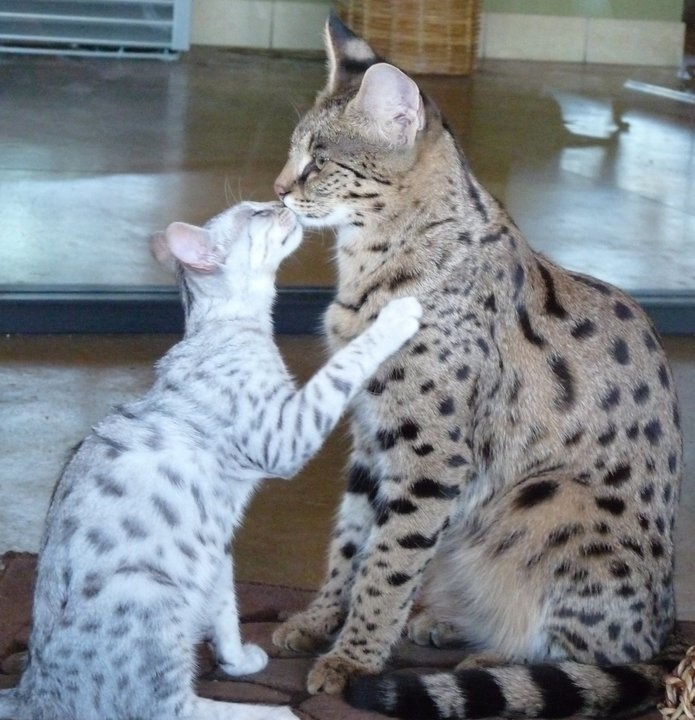
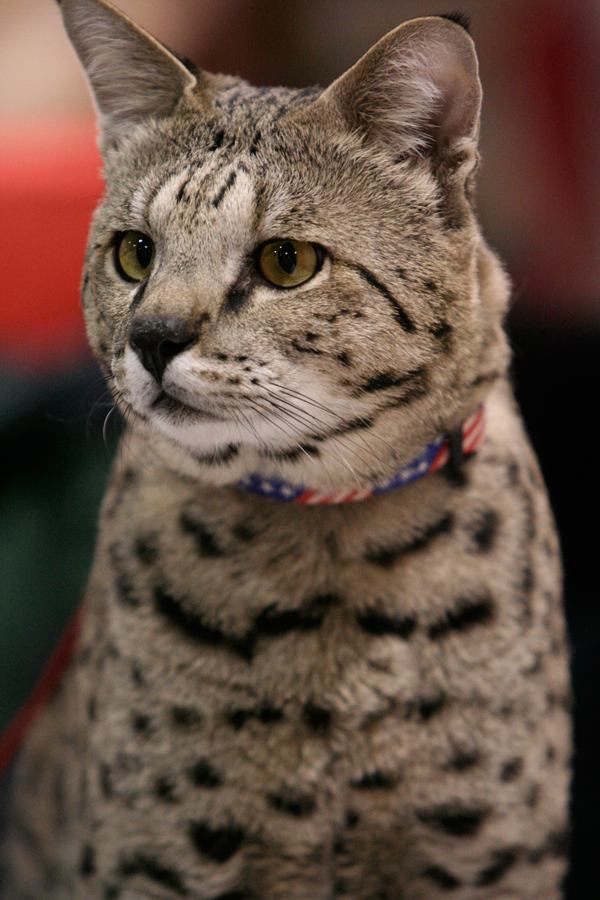
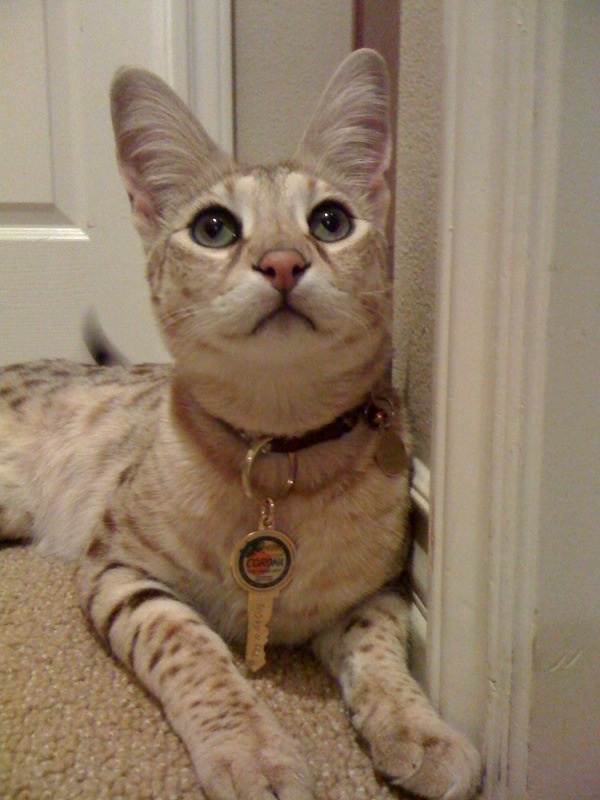
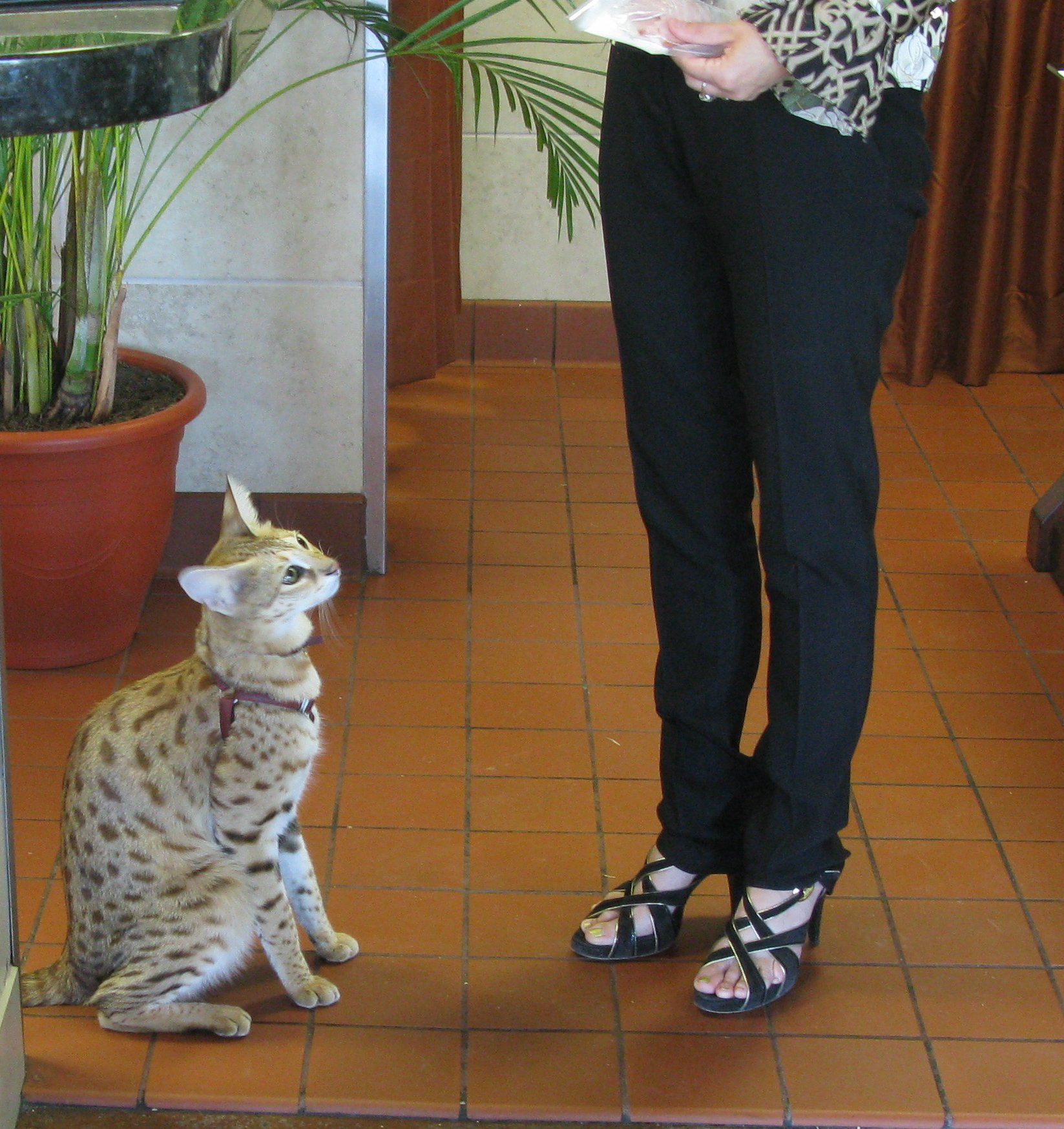